# Quatre membres de Flandes
Els Quatre membres de Flandes constituïen el «Consell de Flandes» o els Estats Provincials del comtat de Flandes: les ciutats de Bruges, Gant i Ieper i la zona rural del Franconat de Bruges.